# Simon of Apulia
Simon of Apulia († 9. September 1223) war ein aus Italien stammender Geistlicher, der Bischof der englischen Diözese Exeter wurde. Nach Erzbischof Anselm war er der erste Italiener, der wieder ein Bischofsamt in England bekleidete.

## Herkunft und Ausbildung
Die genaue Herkunft von Simon of Apulia ist unbekannt. Er stammte aus Süditalien, wobei nicht sicher ist, ob er aus Apulien stammte, wonach er benannt wurde. Sein Siegel zeigte den in Bari besonders verehrten Nikolaus von Myra. Seine Ausbildung ist unbekannt, doch er war ein Anwalt und hatte möglicherweise den Magistergrad erworben.

## Dekan von York
Vor 1186 kam Simon nach York, wo er eine Pfründe hielt. Spätestens 1190 wurde er Kanzler des Erzbistums York und Ende 1193 Dekan von York Minster. Die Umstände dazu waren verwirrend. Erzbischof Geoffrey wollte zunächst seinen Halbbruder Peter das Amt des Dekans verschaffen. Aufgrund des Widerstands im Kathedralkapitel benannte er dann Simon, der ihm vermutlich zuvor als Beamter gedient hatte. Simon wollte jedoch sein Amt als Kanzler nicht aufgeben, worauf Geoffrey Philip of Poitou als Dekan benannte. Das Kathedralkapitel konnte unter Geoffrey erstmals den Dekan wählen, der zuvor vom Erzbischof oder vom König ernannt worden war. Es wählte nun Simon zum Dekan, der daraufhin nach Rom reiste, um die Bestätigung der Wahl durch den Papst zu erhalten. Papst Coelestin III. setzte ihn am 17. Mai 1194 als Dekan ein. Gegen eine Gebühr von 1000 Mark erhielt Simon auch die Bestätigung von König Richard I. Wohl um dem verärgerten Geoffrey aus dem Weg zu gehen, kehrte Simon erst im Februar 1195 nach York zurück. Als Geoffrey von 1195 bis 1196 von seinem Amt suspendiert war, übernahm Simon die Verwaltung des Erzbistums York. In den nächsten Jahren kam es zwischen Simon als Dekan und Geoffrey als Erzbischof zu zahlreichen Konflikten. Auch ein Versöhnungsversuch brachte 1200 keinen dauerhaften Frieden zwischen den beiden. 1201 beanspruchte Simon offensichtlich vergeblich das Amt des Propstes von Beverley Minster.

## Bischof von Exeter

### Wahl zum Bischof
Simon blieb Dekan von York, bis er 1214 Bischof der Diözese Exeter wurde. Sein Vorgänger als Bischof, Henry Marshal, war im Oktober 1206 gestorben. Aufgrund des Streits zwischen König Johann Ohneland und Papst Innozenz III., in dem dieser das Interdikt über England verhängte und den König exkommunizierte, blieb die Diözese Exeter wie andere englische Bistümer mehrere Jahre vakant. Das Kathedralkapitel von Exeter hatte auf Aufforderung des Papstes, einen Bischof zu wählen, 1209 Henry of London, den Archidiakon von Stafford, zum Bischof gewählt. Die Wahl blieb aber folgenlos und Henry konnte sein Amt nicht antreten. Nach der Unterwerfung des Königs und der Aufhebung des Interdikts forderten sowohl der König, der Papst und der päpstliche Gesandte Pandulf das Kathedralkapitel im April 1214 auf, Simon zum neuen Bischof zu wählen. Simon wurde am 5. Oktober in Canterbury von Erzbischof Langton zum Bischof geweiht. Wenig später brach Simon nach Rom auf, um am vierten Laterankonzil teilzunehmen.

### Rolle bei der Befriedung von Devon nach dem Krieg der Barone
Vor dem 28. Oktober 1216 kehrte Simon nach England zurück, als er an der Königskrönung von Heinrich III. in Gloucester teilnahm. In England war es während Simons Abwesenheit zum Ersten Krieg der Barone gegen den König gekommen, der im September 1217 beendet wurde. Die Folgen des Bürgerkriegs prägten aber erheblich den Beginn von Simons Amtszeit als Bischof. Im Januar 1218 kam es zu einem Streit über die Besetzung des Sheriffamtes von Devon, worauf im Februar der Regent William Marshal und der päpstliche Legat Guala Bicchieri nach Exeter kamen. Sie setzten Robert de Courtenay, Lord of Okehampton als Sheriff von Devon ein, doch dennoch blieb die Region unbefriedet. Simon hatte offenbar ein gutes Verhältnis zu Peter des Roches, dem Erzieher des minderjährigen Königs, der auch dem Regentschaftsrat angehörte. 1220 unterstützte er die Wiederherstellung der königlichen Autorität in Südwestengland, als er eine Delegation aus Cornwall anführte, die dem Kronrat 500 Mark anbot, damit der bisherige Sheriff von Cornwall, Henry fitz Count durch einen anderen Angehörigen der Gentry von Cornwall ersetzt wurde. Der Regentschaftsrat selbst schätzte fitz Count als rebellisch ein und hatte bereits versucht, ihn abzusetzen. Angesichts des Drucks der lokalen Gentry gab fitz Count nun sein Amt auf, wofür er 500 Mark als Entschädigung erhielt.

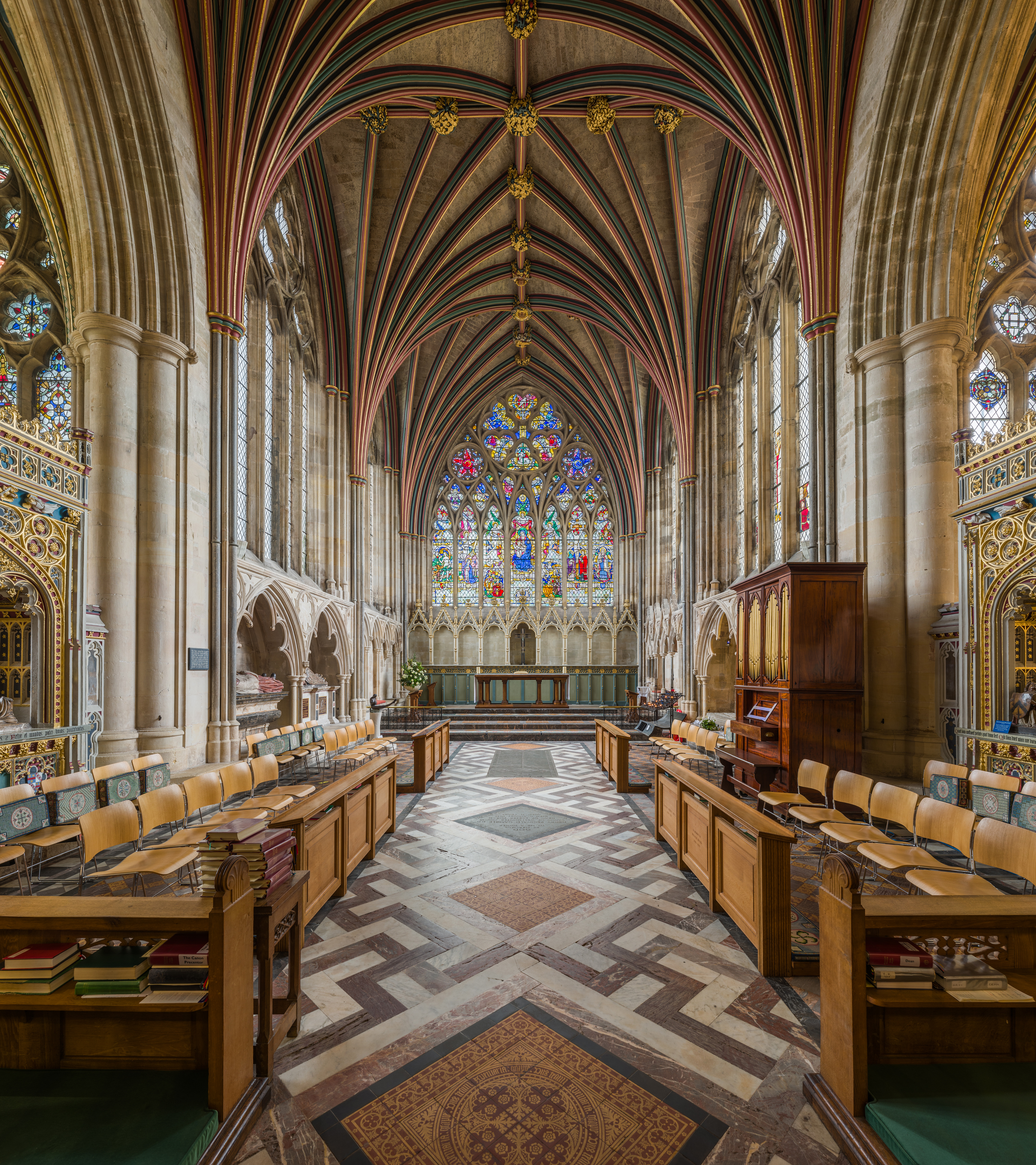
Die Lady Chapel der Kathedrale von Exeter, in der Simon of Apulia beigesetzt wurde

### Sonstige Tätigkeit als Bischof
Über die weitere Tätigkeit von Simon als Bischof gibt es nur wenige Nachweise. Aus seiner Amtszeit sind nur zwei Originalurkunden und zehn Kopien von Urkunden erhalten. Keine Urkunde ist datiert und nur zwei nennen Zeugen der Ausstellung. Allerdings ist ein Mr John unter ihm als erster Offizial der Diözese Exeter nachgewiesen. Wahrscheinlich legte Simon 1222 die Grenzen der Pfarreien innerhalb von Exeter fest, und Simon, sein gleichnamiger Neffe, war von 1218 bis 1221 Archidiakon von Cornwall. Simon of Apulia setzte den Neubau der Kathedrale von Exeter fort und hinterließ ihr eine großzügige Schenkung von Messgewändern und liturgischen Geräten. Er wurde in der Lady Chapel der Kathedrale beigesetzt.